# Hinzuanius gracilis
Hinzuanius gracilis is een hooiwagen uit de familie Biantidae.